# Batalha de Dettingen
A batalha de Dettingen (em alemão: Schlacht bei Dettingen) travou-se a 27 de Junho de 1743 durante a Guerra da Sucessão Austríaca em Dettingen no Eleitorado de Mainz, Sacro Império Romano (agora Karlstein am Main na Baviera). Foi travada entre o Exército Pragmático - formado para defender a Sanção Pragmática em apoio à aliada de Gorge II, Maria Teresa da Áustria, e recebeu seu nome disso -, composto pelas tropas britânicas, hanoverianas e austríacas, e um exército francês comandado pelo duque de Noailles.

Enquanto o conde de Stair exercia o controle operacional, o exército aliado era nominalmente comandado pelo rei George II, acompanhado de seu filho, Guilherme, Duque de Cumberland. Como resultado, agora é mais lembrado como a última vez que um monarca britânico reinante liderou tropas em combate. Apesar de ser uma vitória aliada, a batalha teve pouco efeito na guerra mais ampla e foi descrita como 'uma fuga feliz, em vez de uma grande vitória'.